# Liste der Kulturdenkmäler in Woltmershausen
In der Liste der Kulturdenkmäler in Woltmershausen sind alle Kulturdenkmäler des Bremer Stadtteils Woltmershausen aufgelistet.
Grundlage ist die vom Landesamt für Denkmalpflege Bremen (LfD) veröffentlichte Landesdenkmalliste. Die amtlichen Daten wurden direkt aus einem Export der Denkmaldatenbank beim LfD 
mit dem Stand von Juni 2025 übernommen.

## Hinweise
Weitere Erläuterungen zum Aufbau dieser Liste und zu ihrem Inhalt bietet die Seite Inhalte der Tabellen.
Die anklickbare Karte rechts leitet zu den Listen der anderen Stadtteile. Auf der Übersichtsseite befindet sich eine größere Karte.
Wichtig für Autoren:  Links zu Artikeln oder Architekten sowie Bilder oder Koordinaten der Objekte auch/nur in die Ergänzungsliste eintragen, da die Tabelle mittels Datentechnik erstellt wird. Änderungen in der Tabelle von Hand werden sonst beim nächsten Update überschrieben.
|  | Mit dem Bremer Express-Upload können Bilder mit automatischer Zuordnung zu den Objekten auf Commons hochgeladen werden. Bitte dazu auf das Kamera-Symbol in der jeweiligen Tabellenzeile klicken. Eine Kurzinformation bietet diese Projektseite. |

## Denkmalliste Woltmershausen
| Objekt | Typ                      | Baujahr                              | Architekt/Künstler                                 | Adresse                                                                      | Koordinaten Wikidata | Art? | Objekt-Nr.? | Bild |
| --- | ------------------------ | ------------------------------------ | -------------------------------------------------- | ---------------------------------------------------------------------------- | -------------------- | ---- | ----------- | ---- |
| Kirche Rablinghausen                                                                                        | Kirche, Kirche ev.       | 1748–1750 1950–1951 1964–1965        | Grütter Ficke Schreiber, Werner                    | Rablinghauser Deich 1                                                        | Lage Q15116716       | ED   | 1010        |      |
| Storchennest                                                                                                | Zollhaus                 | 1577                                 |                                                    | Warturmer Heerstraße 153                                                     | Lage Q18574778       | ED   | 1198        |      |
| Bauernhaus Westerdeich 146                                                                                  | Bauernhaus, Wohnhaus     |                                      |                                                    | Westerdeich 146                                                              | Lage Q45998432       | ED   | 1222        |      |
| Christuskirche                                                                                              | Kirche, Kirche ev.       | 1904–1906                            | Abbehusen, August / Blendermann, Otto              | Woltmershauser Straße 376                                                    | Lage Q45900045       | ED   | 1227        |      |
| Polizeiwache XV, 11. Polizeirevier, Revier Woltmershausen                                                   | Polizeiwache             | 1909–1910                            | Ohnesorge, Hans                                    | Woltmershauser Straße 71 Ladestraße                                          | Lage Q45912250       | ED   | 3420        |      |
| Gaswerk Woltmershausen                                                                                      | Bürogebäude, Gaswerk     | 1899–1901                            | Beermann, Ludwig Salzenberg, Hermann               | Am Gaswerkgraben 2 Am Gaswerk                                                | Lage Q135442191      | DG   | 4128        |      |
| Gaswerk Woltmershausen, Kohlenschuppen (Gebäude 29)                                                         | Industriebau             | 1899 1908                            | Beermann, Ludwig Salzenberg, Hermann               | Am Gaswerkgraben 2                                                           | Lage Q135442424      | ED   | 4173        |      |
| Gaswerk Woltmershausen, Verwaltung (Gebäude 11)                                                             | Bürogebäude              | 1897–1900                            |                                                    | Am Gaswerkgraben 2 Am Gaswerk                                                | Lage Q135442388      | BT   | 4172        |      |
| Gaswerk Woltmershausen, Arbeitergebäude (Gebäude 5)                                                         | Verwaltungsgebäude       | 1901 1903                            | Beermann, Ludwig Salzenberg, Hermann               | Am Gaswerkgraben 2 Am Gaswerk                                                | Lage Q135442391      | BT   | 7677        |      |
| Gaswerk Woltmershausen, Werkstatt (Gebäude 9)                                                               | Werkstatt                | 1901                                 | Beermann, Ludwig Salzenberg, Hermann               | Am Gaswerkgraben 2 Am Gaswerk                                                | Lage Q135442397      | BT   | 7678        |      |
| Gaswerk Woltmershausen, Elektrizitätswerk (Gebäude 10)                                                      | Industriebau             | 1900                                 | Beermann, Ludwig Salzenberg, Hermann               | Am Gaswerkgraben 2 Am Gaswerk                                                | Lage Q135442399      | BT   | 7679        |      |
| Gaswerk Woltmershausen, Kühlerhaus (Gebäude 19)                                                             | Industriebau             | 1900                                 | Beermann, Ludwig Salzenberg, Hermann               | Am Gaswerkgraben 2 Am Gaswerk                                                | Lage Q135442981      | BT   | 7680        |      |
| Gaswerk Woltmershausen, Doppelwohnhaus für den Obermaschinenmeister und den Fabrikmeister (Gebäude 12 + 13) | Industriebau             | 1901                                 | Beermann, Ludwig Salzenberg, Hermann               | Am Gaswerkgraben 2 Am Gaswerk                                                | Lage Q135442401      | BT   | 7681        |      |
| Gaswerk Woltmershausen, Gasmessergebäude (Gebäude 27)                                                       | Industriebau             | 1901 nach 1901 1960er Jahre          | Beermann, Ludwig Salzenberg, Hermann               | Am Gaswerkgraben 2 Am Gaswerk                                                | Lage Q135442406      | BT   | 7682        |      |
| Gaswerk Woltmershausen, E-Lokschuppen (Gebäude 26)                                                          | Industriebau             | 1955                                 | Zetralbauabteilung der Stadtwerke Bremen           | Am Gaswerkgraben 2 Am Gaswerk                                                | Lage Q135442411      | BT   | 7683        |      |
| Tabakfabrik Martin Brinkmann                                                                                | Verwaltungsgebäude       | 1924 1953                            | Strohecker, Fritz Strohecker, Kurt / Rogge, Walter | Dötlinger Straße 2, 4                                                        | Lage Q108460752      | ED   | 4185        |      |
| Martin Brinkmann AG, Die Fabrik                                                                             | Industriebau             | 1936–1937 1940–1943, 1952, 1961–1967 | Strohecker, Fritz Strohecker, Kurt                 | Hermann-Ritter-Straße 106, 108, 110, 110A, 112 Am Tabakquartier 4, 4B, 8, 10 | Lage Q66659689       | DG   | 4190        |      |
| Martin Brinkmann AG, Tabak-, Kartonage- und Zigarettenfabrik, Die Fabrik                                    | Fabrik                   | 1936–1937 1940–1943, 1952            | Strohecker, Fritz Strohecker, Kurt                 | Hermann-Ritter-Straße 106, 108, 110, 110A, 112 Am Tabakquartier 4, 4B, 8, 10 | Lage Q66659695       | ED   | 5274        |      |
| Martin Brinkmann AG, Kesselhaus, Die Fabrik                                                                 | Kraftwerk, Kesselhaus    | 1952 1962, 1971                      | Strohecker, Kurt                                   | Hermann-Ritter-Straße 106, 108, 110, 110A, 112 Am Tabakquartier 4, 4B, 8, 10 | Lage Q66659701       | ED   | 5275        |      |
| Martin Brinkmann AG, Lagerhalle I, Die Fabrik                                                               | Lagerhalle, Fasslager    | 1949                                 | Strohecker, Kurt                                   | Hermann-Ritter-Straße 106, 108, 110, 110A, 112 Am Tabakquartier 4, 4B, 8, 10 | Lage Q66659796       | ED   | 5277        |      |
| Martin Brinkmann AG, Zigarettenfabrik, Bauabschnitte II+III, Die Fabrik                                     | Fabrik, Zigarettenfabrik | 1961–1967                            | Strohecker, Kurt                                   | Hermann-Ritter-Straße 106, 108, 110, 110A, 112 Am Tabakquartier 4, 4B, 8, 10 | Lage Q66659884       | BT   | 5276        |      |

Anzahl der Objekte in Woltmershausen: 21, davon mit Bild: 6 (29 %).